# Овсієнко Володимир Володимирович
Володимир Володимирович Овсієнко (нар. 30 жовтня 1978, Ужгород, СРСР) — український футболіст, воротар угорського клубу «Ньїредьгаза».

## Життєпис
Розпочав професійну кар'єру в ужгородському «Закарпатті». Вперше в команді з'явився в сезоні 1993/94 років, коли команда виступала в Першій лізі України. Овсієнко в тому сезоні був запасним голкіпером і не зіграв на турнірі жодного матчу. У складі клубу дебютував 6 червня 1995 року в стадіоні «Авангард», в матчі проти кіровоградської «Зірки-НІБАС» (0:1), Овсієнко відіграв увесь матч, на 32-ій хвилині пропустив гол від Сергія Борисенка. Всього за клуб провів 39 матчів у Першій лізі.
На початку 1997 року Володимир Овсієнко перейшов до київського ЦСКА. У складі клубу він так і не зіграв, в основному виступаючи за ЦСКА-2. Всього за ЦСКА-2 він провів 26 матчів у Першій лізі і 3 матчі в Кубку України. Потім він перебував у складі житомирського «Полісся» і пізніше виступав команду з міста Перечин в аматорському Кубку України, провів 3 матчі.
У сезоні 2000/01 років Овсієнко повернувся в «Закарпаття». У тому сезоні він провів всього 4 матчі, а клуб зміг стати срібним призером Першої ліги і вийти до Вищої ліги України. У Вищій лізі дебютував 11 жовтня 2001 року в домашньому матчі проти київського «Динамо» (1:2), в цьому матчі він пропустив два м'ячі від Валентина Белькевича й Олександра Мелащенко. За підсумками сезону 2001/02 років «Закарпаття» зайняло останнє 14-те місце й вилетіло назад у Першу лігу. Овсієнко в цьому сезоні провів всього 1 матч, а виступав він в основному за «Закарпаття-2», в якому зіграв 17 матчів.
Після того як «Закарпаття» вилетіло в Першу лігу України, Овсієнко став основним воротарем команди. У сезоні 2003/04 років «Закарпаття» вперше стало переможцем Першої ліги і знову повернулося до вищої ліги. У наступному сезоні Овсієнко поступився місцем у воротах Тарасу Луценко, який і був основним голкіпером.
Взимку 2005 року перейшов до харківського «Металіста», де тренером був Олександр Заваров. У складі клубу провів всього 3 матчі наприкінці сезону 2004/05 років. Влітку того ж року повернувся в «Закарпаття» і виступав за команду протягом року. Влітку 2006 року перейшов в «Олександрію». У складі команди виступав протягом півтора року і зіграв в 52 зустрічі в Першій лізі й 2 гри провів у Кубку.
Взимку 2008 року підписав контракт з київською «Оболонню». У сезоні 2007/08 років пивовари стали бронзовими призерами Першої ліги України, поступившись «Львову» й «Іллічівцю». Всього за «Оболонь» він провів 21 матч у Першій лізі і 1 матч у Кубку. На початку 2009 року побував на перегляді в криворізькому «Кривбасі», але перейшов у «Нафтовик-Укрнафту» з міста Охтирка. У команді виступав протягом року і зіграв у Першій лізі України 15 матчів.
На початку 2010 року перейшов в угорський клуб «Ньїредьгаза» з однойменного міста. У складі команди провів півроку і зіграв в чемпіонаті Угорщини 13 ігор в яких пропустив 23 м'ячі. Влітку 2010 року повернувся в «Олександрію». У сезоні 2010/11 років клуб здобув перемогу в Першій лізі України і вийшов в Прем'єр-лігу. Овсієнко в цьому сезоні був запасним воротарем, поступившись місцем в основі Юрію Паньківу, Володимир провів усього 4 поєдинки.

## Досягнення
- Перша ліга чемпіонату України
  -  Чемпіон (2): 2003/04, 2010/11
  -  Срібний призер (1): 2000/01
  -  Бронзовий призер (1): 2007/08